# مارتالن
مارتالن (بالألمانية: Marthalen) هي إحدى بلديات مقاطعة أندلفينغن في كانتون زيورخ في سويسرا. تبلغ مساحتها 14.11 كيلومتر مربع، ويقدر عدد سكانها بـ 1957 نسمة (حسب تعداد ديسمبر 2017).

## أعلام
- فرديناند كوبلر